# Suspensió de vol del Boeing 737 MAX
La suspensió de vol del Boeing 737 MAX és una mesura que prengueren les autoritats d'aviació d'arreu del món per aturar els vols amb avions Boeing 737 MAX a partir de l'11 de març del 2019. Mesos abans, l'octubre del 2018, un Boeing 737 MAX de Lion Air s'havia estavellat poc després d'enlairar-se en un accident que posteriorment fou atribuït al Maneuvering Characteristics Augmentation System (MCAS) de l'avió. Quan el 10 de març del 2019 un altre Boeing 737 MAX d'Ethiopian Airlines s'estavellà en circumstàncies similars, la preocupació creixent sobre les deficiències d'aquest sistema creixé i desembocà en la prohibició de vols amb aquest model d'avió.
Durant la suspensió de vol, que encara és vigent, s'han trobat altres deficiències en el disseny de l'avió. Boeing decidí aturar temporalment la producció de 737 MAX a partir de gener del 2020.